# Cambarus englishi
Cambarus englishi är en kräftdjursart som beskrevs av Hobbs och Hall 1972. Cambarus englishi ingår i släktet Cambarus och familjen Cambaridae. IUCN kategoriserar arten globalt som livskraftig. Inga underarter finns listade i Catalogue of Life.